# Thomas Kalberer
Thomas Kalberer (né le 13 février 1977) est un coureur cycliste suisse, spécialiste du VTT.

## Palmarès en VTT

### Championnats du monde
- Kirchzarten 1995
  -  Champion du monde de cross-country juniors (non-officiel)[1]
- Mont Sainte-Anne 1998
  - 10e du cross-country espoirs
- Kaprun 2002
  - 5e du cross-country

### Championnats d'Europe
- Métabief 1994
  -  Médaillé de bronze du cross-country juniors
- Špindlerův Mlýn 1995
  -  Champion d'Europe du cross-country juniors
- Zurich 2002
  -  Médaillé d'argent du relais pas équipes

### Championnats nationaux
- 2001
  - 3e du cross-country